# Parastratocles aeruginosus
Parastratocles aeruginosus är en insektsart som beskrevs av Ludwig Redtenbacher 1906. Parastratocles aeruginosus ingår i släktet Parastratocles och familjen Pseudophasmatidae. Inga underarter finns listade i Catalogue of Life.